# Arnoldiola azaleae
Arnoldiola azaleae är en tvåvingeart som först beskrevs av Ephraim Porter Felt 1907.  Arnoldiola azaleae ingår i släktet Arnoldiola och familjen gallmyggor.
Artens utbredningsområde är New York. Inga underarter finns listade i Catalogue of Life.